# 九龍巴士85C線
九龍巴士85C線，由九巴營辦的一條已停駛的巴士路線，由馬鞍山市中心單向前往紅磡碼頭，途經新界沙田區的馬鞍西、大水坑、亞公角、石門，並取道大老山隧道往返九龍區的新蒲崗、黃大仙、東頭邨、九龍城（聯合道）、馬頭圍及土瓜灣。
此路線於馬鞍山新市鎮發展初期的1989年已投入服務，以九龍城區往返馬鞍山的乘客為主要服務對象，提供全日雙向服務。然而，在早上繁忙時間輔助線85X投入服務後，此路線顯得較迂迴，效率不及後者，為提升巴士服務的競爭力，迎戰港鐵沙田至中環綫，後者在2011年轉為全日雙向服務，令此路線改為只在早上繁忙時間提供往紅磡方向的服務，兩年後（2013年12月）更完全被取締。

## 歷史
- 1989年3月12日：85C線投入服務，最初以耀安邨為總站，途經獅子山隧道。
- 1991年6月27日：路線來回程改經大老山隧道，途經黃大仙、鑽石山，往紅磡碼頭方向更繞經新蒲崗。
- 1995年6月1日：路線總站遷往馬鞍山市中心，並增派空調巴士行走。
- 1997年8月25日：路線改為全空調服務。
- 2003年3月24日：85S線投入服務，主要服務耀安邨及錦泰苑，在石門交匯處後與85X線相同。[1][2][3]
- 2011年11月19日：實施《2011-12年度沙田區巴士路線發展計劃》的建議，重組85C及85X的服務：[4][5]
  - 85C改為晨早路線，只於平日早上繁忙時間開出兩班前往紅磡碼頭。
  - 85X改為全日雙向服務，往紅磡碼頭方向改經恆德街、亞公角街、石門交匯處、大涌橋路及小瀝源路，不經大老山公路，並加停太子道東譽‧港灣對面及馬頭涌道宋皇台公園分站；往馬鞍山市中心方向依原有85C回程路線行走，並改經太子道東、彩虹道及蒲崗村道，加停太子道東富豪東方酒店、彩虹道近樂善堂王仲銘中學及黃大仙警署分站，不經聯合道、東頭村道、鳳舞街及龍翔道（黃大仙）。
  - 九巴同時為此增設85A與86K以及改善85X與75X／84M之間的八達通轉乘優惠作補償。[6]
- 2013年12月28日：由於客量持續欠佳而取消服務。[7]

## 服務時間及班次
- 星期一至六
  - 馬鞍山市中心開：07:10、07:40

星期日及公眾假期不設服務。

## 收費
全程：$8.2
- 濱景花園往紅磡碼頭：$7.2
- 四美街往紅磡碼頭：$6.1
- 德民街往紅磡碼頭：$4.7

| - 本線設有12歲以下小童及65歲或以上長者半價優惠。 - 乘客可以現金或八達通於上車時付款，不設找續。 - 每位成人乘客可免費攜帶最多兩名4歲以下而不佔座位的兒童乘客乘車，超額之4歲以下小童必須繳付小童車費乘車。 - 持有「九巴月票」之乘客在車票有效期內，每日可享最多10程任何九龍巴士及龍運巴士路線（包括本路線，以及聯營路線的九龍巴士／龍運巴士提供的班次；惟乘搭機場「A」及「NA」線則可享原價二七折優惠（不會計算每天10次合資格車程））；而B1線則每日可享最多各2程（不會計算每天10次合資格車程）。 - 九龍巴士、城巴、龍運巴士及陽光巴士全職員工及家屬（不包括外判職員）可免費乘搭本路線，惟必須拍職員或職員家屬八達通。 - 乘客亦可透過多元化電子支付系統（e度嘟）繳付車資，包括使用非接觸式VISA卡、JCB卡、萬事達卡、銀聯卡、美國運通、大來國際、Discover Card、Apple Pay、Google Pay、Samsung Pay、AlipayHK「易乘碼」、支付寶、WeChatHK／微信支付「搭車碼」、銀聯雲閃付「乘車碼」及BOC Pay「乘車碼」。乘客使用此付款方式，使用此支付方式的乘客可享有中途下車之分段收費，以及與其他九巴／龍運獨營路線或聯營線九巴／龍運班次之轉乘優惠，惟不適用於與非九巴／龍運路線之轉乘優惠，亦不能享有「公共交通費用補貼計劃」及「長者及合資格殘疾人士公共交通票價優惠計劃」。 |

## 行走路線
經：西沙路、恆康街、馬鞍山路、支路、恆德街、亞公角街、石門交匯處、大涌橋路、小瀝源路、大老山公路、大老山隧道、斧山道、迴旋處、斧山道、彩虹道、蒲崗村道、龍翔道、鳳舞街、東頭村道、聯合道、太子道西、馬頭涌道、木廠街、土瓜灣道、馬頭圍道、蕪湖街、德民街、紅磡道、紅磡繞道、迴旋處、紅鸞道及華信街

### 沿線車站
| 馬鞍山市中心開 | 馬鞍山市中心開       | 馬鞍山市中心開             |
| 序號           | 車站名稱             | 位置                       |
| -------------- | -------------------- | -------------------------- |
| 1              | 馬鞍山市中心巴士總站 | 馬鞍山市中心公共運輸交匯處 |
| 2              | 曾璧山中學           | 恆康街                     |
| 3              | 耀安邨耀謙樓         | 恆康街                     |
| 4              | 富安花園             | 恆德街                     |
| 5              | 亞公角               | 亞公角街                   |
| 6              | 沙田醫院             | 亞公角街                   |
| 7              | 濱景花園             | 大涌橋路                   |
| 8              | 小瀝源草地滾球場     | 大涌橋路                   |
| 9              | 小瀝源路遊樂場       | 小瀝源路                   |
| 10             | 歷奇單車場           | 小瀝源路                   |
| 11             | 大老山隧道           | 大老山公路                 |
| 大老山隧道     |                      |                            |
| 12             | 四美街               | 彩虹道                     |
| 13             | 黃大仙中心           | 龍翔道                     |
| 14             | 摩士公園泳池         | 龍翔道                     |
| 15             | 摩士公園             | 鳳舞街                     |
| 16             | 摩士公園體育館       | 鳳舞街                     |
| 17             | 東頭邨偉東樓         | 東頭村道                   |
| 18             | 東頭邨盈東樓         | 東頭村道                   |
| 19             | 九龍寨城公園         | 東頭村道                   |
| 20             | 嘉諾撒聖家學校       | 聯合道                     |
| 21             | 衙前圍道             | 聯合道                     |
| 22             | 福佬村道             | 太子道西                   |
| 23             | 宋皇臺道             | 馬頭涌道                   |
| 24             | 北帝街               | 木廠街                     |
| 25             | 香港盲人輔導會       | 木廠街                     |
| 26             | 翔龍灣               | 土瓜灣道                   |
| 27             | 貴州街               | 土瓜灣道                   |
| 28             | 落山道               | 土瓜灣道                   |
| 29             | 鴻福街               | 土瓜灣道                   |
| 30             | 庇利街               | 馬頭圍道                   |
| 31             | 鶴園街               | 馬頭圍道                   |
| 32             | 德民街               | 德民街                     |
| 紅磡繞道       |                      |                            |
| 33             | 紅磡碼頭巴士總站     | 紅磡碼頭巴士總站           |

## 用車
開線初期，此路線跟同總站的81C一樣使用利蘭勝利二型巴士行走，當81C線被投訴用車陳舊而改用三軸巴士後，此路線仍是採用勝利二型行走，即使本線於1995年將總站遷往馬鞍山市中心初期仍未改變。
此路線主要的用車由沙田車廠的85X線抽調，沒有固定的車型，主要為富豪超級奧林比安12米（3ASV）雙層空調巴士及丹尼士巨龍12米（3AD）雙層空調巴士。
本線改為平日早上繁忙時間服務前，共獲派17輛雙層空調巴士作掛牌車,詳情如下:
| 車牌   | 車隊編號 |
| HB9968 | AD317    |
| HC1190 | AD327    |
| HG7794 | 3AD9     |
| HG7980 | 3AD11    |
| HH9337 | 3AD30    |
| HH9854 | 3AD32    |
| HM2966 | 3AD68    |
| HS9627 | 3AD161   |
| HS6974 | ATR395   |
| JF1132 | 3ASV5    |
| JW3297 | 3ASV114  |
| JW3790 | 3ASV116  |
| KV5169 | 3ASV480  |
| KV5712 | 3ASV481  |
| KV5906 | 3ASV483  |
| KV6795 | 3ASV486  |
| KV7582 | 3ASV487  |

本線於2011年11月19日起改為平日早上繁忙時間服務，不再有掛牌車，除了HB9968和HC1190外，其他15部掛牌車均由本線過渡到85X線，全部車輛已於2020年12月退役